# Bittersweet (Sophie Ellis-Bextor)
Bittersweet è un singolo della cantante pop britannica Sophie Ellis-Bextor, pubblicato il 2 maggio 2010 dall'etichetta discografica Fascination.
La canzone è stata scritta da Richard Stannard, Sophie Ellis-Bextor, Hannah Robinson, Russell Small e James Wiltshire e prodotta dai Freemasons e da Richard Stannard.
Il brano anticipa la pubblicazione del quarto album di inediti della cantante, uscito nell'aprile 2011, e il singolo a cui ha dato il titolo ha riscosso un discreto successo in Gran Bretagna, raggiungendo la venticinquesima posizione della classifica dei singoli.
Il singolo contiene anche, come b-side, il brano Sophia Loren, canzone precedente utilizzata per uno spot televisivo in Gran Bretagna scritta da Cathy Dennis, Sophie Ellis-Bextor e Chris Rojas, che ne ha curato anche la produzione.

## Tracce
Promo - CD-Single (Fascination / Polydor - (UMG)
1. Bittersweet - 3:28

CD-Single (Fascination / Polydor 2737676 (UMG) / EAN 0602527376769)
1. Bittersweet - 3:28
2. Sophia Loren - 4:16

## Classifiche
| Classifica  | Posizione |
| ----------- | --------- |
| Regno Unito | 25        |